# Atanyproctus ernae
Atanyproctus ernae är en skalbaggsart som beskrevs av Rudolph Petrovitz 1980. Atanyproctus ernae ingår i släktet Atanyproctus och familjen Melolonthidae. Inga underarter finns listade.